# Касымушагы
«Касымушагы» — азербайджанские ворсовые ковры, входящие в джебраильскую группу Карабахского типа. Название данного ковра связано с названием Касымушагы — жителей сёл Шамкенд, Арикли, Кюрдгаджы, Чорман и Шальва, расположенных в 50 километрах севернее нынешнего районного центра города Лачин. Касым — это имя уважаемого человека, который когда-то жил здесь. В этих сёлах до недавнего прошлого производились ковры высокого качества, но в последнее время они утратили свои технические и художественные достоинства и перешли в разряд низкосортных. Ковры «Касымушагы» производились не только на указанной территории, но и во всех ковроткацких пунктах Карабаха. Однако те ковры, которые были сотканы в Агджабеди и Шуше, по качеству намного превосходят другие.

## История
В связи с развитием овцеводства в деревнях, входящих в состав поселка Касымушаги, широкое распространение получило производство шерсти. Для ткачества шерстяных шалей в основном выбиралась тонкая шерсть. После того, как расчесанную шерстяным гребнем шерсть пряли, ее окрашивали подходящими местными растениями или корой деревьев, а также другими средствами (грязью, насекомыми, корнями растений и т. д.), ткали в хане и даже полевую и зимнюю одежду были созданы для мужчин. Относительно грубая часть шерсти идет на ткачество или шитье ковров, палаз, габа, килим, джечим, молд, наманд, фармаш (фармаш или мафраш), хуркун, хейба, коркан, шетук, джим, чат, гозек, перчатки и др. предметы домашнего обихода) не были отмечены ни на одной карте.
Карабахские ковры производились в двух основных районах - горном и равнинном. В XIX веке именно аулы обосновались на территории села Касымушагы, одного из ведущих производственных центров горной части. Наряду с другими направлениями ткачества здесь сильно развилось и ковроткачество. «Касымушагская вышивка» «Касымушагийские ковры», сохранившиеся до наших дней и являющиеся реликвией XVII века, являются лучшим примером высокого развития ткачества и ковроделия в селе Касымушагы.
Эти вышивки и ковры, связанные с именами людей, проживающих в административно-территориальном округе сел Шамкенд, Курдхачи, Чорман, Шалва, в основном названы по имени племени Касымушагы. Ткачеством этого ковра занимались близкородственные племена Касымусаги, Гарабайрамли и Ахмадушаги.
До недавнего времени высококачественные ковры производились в деревнях, входящих в поселок Касымушагы. Наряду с коврами Касымушаги в селе Касымушаги ткали многие другие ковры азербайджанских школ ковроткачества. Ковер Касымусаги соткан вручную из высококачественных, блестящих, мягких шерстяных нитей ручного прядения, окрашенных натуральными красителями.
Композиция средней зоны «ковров Касымушагы» оригинальна с художественной точки зрения и состоит из различных деталей и элементов. В центре ковров большое озеро (медальон), окруженное каймой. Посреди озера находится четырехугольная хонча (медальон). Со стороны озера ветки петляли в четыре стороны. Медальон, расположенный в средней части, имеет несколько больших ветвевидных «рогов», выступающих со всех четырех сторон. Вокруг центрального озера (вверху и внизу большого озера) расположены «руки», уникальные для этих ковров и гармонирующие с общим дизайном узора.
В конце XIX века в Карабахе появились новые участки в искусстве ковроткачества — в селе Касымушагы. К таким коврам относятся «Конь-собака», «Собака-кошка», «Олень-газель», «Девушка» и другие подобные темы. Этот вид приправы создан под влиянием продуктов российского производства. В этих коврах, как правило, несколько раз ритмично повторяется одна и та же сцена или картина.
Художественные особенности, узоры и узорные композиции, ароматы текстильных изделий, изготовленных населением, сохранявшим свой образ жизни и хозяйственную деятельность относительно устойчивыми и неизменными на протяжении веков, занимавшимся животноводством и ведущими полукочевой образ жизни, претерпели весьма поверхностные изменения. .

## Художественные особенности

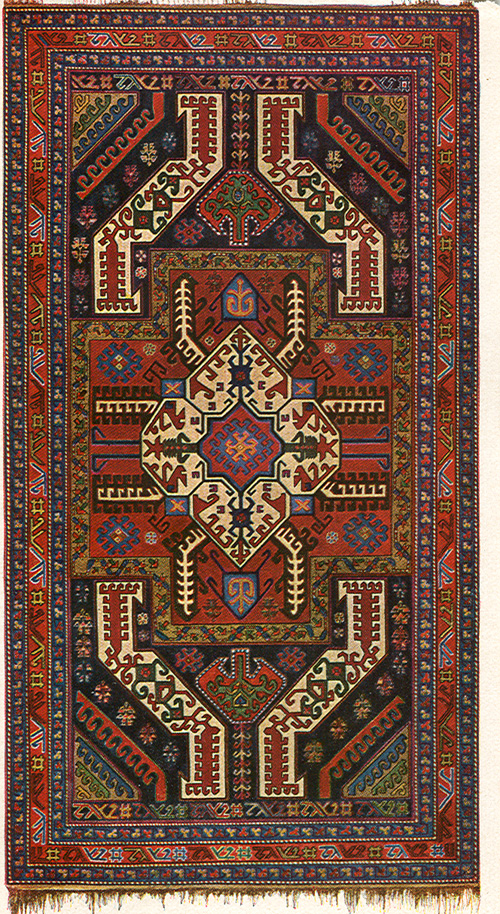
Ковёр «Касымушагы» конца XIX века.

Серединное поле ковров «Касымушагы» отличается сложностью. Её композиция состоит из различных деталей и элементов и с художественной точки зрение считается оригинальной. В центре ковра помещается большой гёль, окружённый каймой. В середине гёля имеется четырёхгранный медальон (хонча). С боков гёля расходятся в стороны четыре пары завитых веток. Некоторые искусствоведы ошибочно считают этот гёль и ветки «Кара гуртом» (чёрный жук).
В нижней и верхней частях серединного поля помещается пара больших белых голов, что по форме тождественно веткам, отходящим от центрального гёля. Между этими двумя «голами» (в верхней и нижней частях большого гёля) помещаются губпа, которые характерны только для этого ковра и гармонируют с общим рисунком узора. Ковроткачи Карабаха считают, что эта губпа является «табарзином», «балтой», а некоторые полагают, что это изображение эрсина.
Композиция ковров «Касымушагы», относящаяся к XVIII веку представляется более сложной, чем у ковров, произведенных в XIX веке. Бордюрная кайма данного ковра состоит из нескольких полос, но характерной для данного ковра считается малая кайма, получившая у ковроткачей название «оджаг», что значит костёр, очаг.

## Цвет нитей, используемых в коврах
Существуют особые правила использования красок в искусстве ковроткачества. Цвета, используемые в коврах, не только красочны и привлекательны. Они также влияют на здоровье и благополучие людей. Хотя между разными цветами, созданными природой, существует адаптация и совместимость, цвета, синтезированные в искусственной среде, не всегда совместимы.
Хотя сотканные в селе Касымушагы ковры, где тысячи цветов, трав, кустов и деревьев, состоит из нескольких цветов, их сочетаемость друг с другом подобрана очень умело и весьма правильно.
В селах, входящих в состав села Касымушагы, все нити (шерстяные, шелковые и хлопчатобумажные) перед окрашиванием окунали в раствор сгущенного вишневого лаваша. При отсутствии кислых сухих веществ (вишневый, клюквенный сок) использовалась пахта. Это гарантировало качество окраски.
Зольную воду и нагретую мочу животных использовали для затемнения, усиления и осветления цвета окрашенных нитей. Этот процесс представляет собой процесс усиления цвета при окрашивании.
Классические «ковры Касымушагы» в основном используют белую, темно-красную, зеленую, черную, темно-синюю, желтую и коричневую пряжу.

### Белая нить
Хотя простой белый цвет в азербайджанском ковроткачестве и ковровых изделиях (носки, шали и т. д.) используется очень мало по сравнению с другими цветами, в селе Касымушагы этот цвет был более предпочтительным. Белый цвет, используемый при плетении ковров «Касымушагы», вместе с другими темными цветами делает внешний вид ковра более привлекательным и привлекательным. Хотя белый цвет, представляющий собой синтез всех цветов и считающийся идеальным цветом, иногда символизирует смерть, он имеет несколько значений. В то же время этот цвет является признаком чистоты, непорочности, стабильности, долговечности, молодости. Для покупки белой пряжи используется специально подобранная натуральная белая шерстяная пряжа. При естественной окраске желтоватая пряжа отбеливается, цвет становится светлее, но не полностью белым. Чтобы отбелить шерсть, ее нужно тщательно замочить (преимущественно в известковой воде).

### Красная нить
Как и другие восточные народы, азербайджанцы также больше других используют красный цвет. У разных народов красный цвет является магическим защитником, но в селе Касымушагы красный цвет является не только тотемом, но и отражает жизнь живущих здесь людей в целом. До недавнего времени, в селе Касымушагы, когда девушка выезжала из отцовского дома, она с ног до головы была одета в красное, брат повязывал красную ленту вокруг талии невесты, ее выносили из отцовского дома с красный шарф наброшен на лицо, и красный шарф был надет. Поскольку красный цвет ковра Касымушагы более сочетается с желтым, белым, темно-синим (синим) и черным, при плетении ковра использовались темно-красные шерстяные нити.
Красный цвет, ассоциирующийся с жизненной силой и динамизмом, олицетворяет счастье, физическую молодость и жизненную силу, а в романтическом плане он показывает решимость и настойчивость довести дело до конца.

### Зеленая нить
Зеленый, цвет природы и весны, является успокаивающим, освежающим, нежным, живым, насыщенным цветом, а также вызывает у человека чувство доверия и уверенности. В коврах Касимусаги зеленая пряжа в основном используется для «кетаба», расположенного в углу ковра, узоров, называемых «довак» и «гол». Чтобы получить этот цвет, используемый в коврах Касимусаги, они получали окрашенную желтую шелуху путем повторного кипячения ее в растворе красителя, полученного из спелых крестьянских плодов. Если нужный цвет (темный) не получали, окрашивание повторяли.

### Черная нить
Черный цвет, используемый в коврах Касымушагы, чрезвычайно привлекателен в сочетании с белым. В коврах карабахской школы ковроткачества черный цвет используется редко, в основном в бордюрах и «тенях» цветов. Напротив, в «коврах Касымушагы» основное место отводится черному цвету, что на первый взгляд олицетворяет пессимизм, противоположный белому, и это знак любви к земле, месту, родине. С точки зрения моды черный цвет, который всегда в моде, напрягает нервы и высасывает энергию. Этот цвет считается символом власти и силы, а также упрямства.
Хотя существует несколько способов получения черной пряжи, в основном кору дуба варили вместе с пряжей до темно-коричневого цвета (дуб, каштан), затем вынимали оболочку из чаши, чистили оплетку, а чаша полностью из коры дуба. В оставленный на земле раствор добавляли черную грязь (заг) и кипятили. Этот процесс будет продолжаться до тех пор, пока не будет достигнут глубокий черный цвет. Следует отметить, что грязь (заг) была взята из специальных участков, определенных в каждом селе села Гасымушахи. Примером могут служить такие районы, как озеро и Гарапалчик в селе Курдхачи.

### Коричневая нить
Коричневая (дубовая, каштановая) пряжа в коврах Касымусаги использовалась в основном для размещения узоров, а также для украшения узоров. Коричневый цвет был принят экспертами как цвет, приносящий человеку комфорт. Этот цвет не привлекает внимания и олицетворяет спокойствие, но также позволяет человеку перед вами чувствовать себя свободно и вдали от формальностей.
Поскольку в Азербайджане очень мало специальных красильных заводов для получения оттенков коричневого цвета, его получали путем смешивания разных красителей. В отличие от других районов, дуб красный или обыкновенный, произрастающий на территории села Касымушагы и чье имя занесено в Красную книгу, был незаменим в этой местности. Для получения этого цвета использовалась высушенная кора дуба, иногда кора грецкого ореха (иногда кора грецкого ореха). Для получения коричневой (дубовой, каштановой) пряжи в качестве сырья брали белую или серую шерстяную пряжу. Кору дуба кипятят 4-6 часов, после охлаждения массу измельчают, в этом растворе кипятят добавленную кору. После получения нужного цветового оттенка скорлупу сушили и затвердевали в коровьей моче.
Как видно, в основе красок (руды), используемых для окрашивания нитей при ткачестве классических ковров Касимусаги, лежали натуральные красители (цвета). Однако в течение последних ста лет, после открытия искусственных красителей - ализариновых и анилиновых веществ, красильные работы в селе Касымушагы стали окрашивать не медицинскими красками, а легко выполняемыми искусственными красильными средствами.
В целом фон средней области черный бархатный, особенно преобладают темно-синие цвета, завершается белый окрас, полученный от естественного цвета шерсти (иногда светло-кремовый и серый цвет). Обильное использование темно-красной и красной нити придает особенный вид всем цветам ковра, прекрасно гармонирует с другими цветами.

## Технические особенности
Ковры «Касымушагы» обычно бывают малых и средних размеров. В XVII—XVIII веках производились ковры «Касымушагы» большого формата.
Плотность узлов: на каждый квадратный дециметр приходится от 30×30 до 40×40 узлов (на каждый квадратный метр — от 90 000 до 160 000 узлов).
Высота ворса составляет 7—10 мм.
Ковры «Касымушагы» считаются одними из самых лучших ковров Карабахского типа.
«Ковры Касымушагы» в основном представлены коврами с двойным утком. Уток внизу толстый, а уток вверху тонкий. Два типа утка местной красной шерстяной пряжи:
1. Два слоя полотняного или тканого, а также тонкого и взъерошенного утка;
2. Использовались два слоя зигзага или тока, а также толстый уток.

В отличие от классических ковров «Касымушагы», в современных коврах, особенно 70-х годов 20 века, в качестве сырья в современных коврах машинного производства в качестве сырья используется хлопок (в основном хлопок и уток), а также синтетические нити. При использовании хлопчатобумажной и синтетической пряжи снижается качество фактуры ковров.
В коврах «Касымушагы» шираз изготавливался в основном на месте, иногда после того, как ковер снимали с ткацкого станка, а в отдельных случаях специальные мастера-ширазбанды, работавшие на рынке, переплетали шерстяные нити по бокам ковра. Ширазы обычно обматывались красными нитками, используемыми для фона ковра, иногда нитками двух цветов - красными и черными нитками, а иногда и нитями разных цветов (красными, черными, темно-синими и белыми). Нить, используемая для плетения краев ковра, обычно состоит из четырех (двух двойных) шерстяных нитей.
Бахрома сформирована из удлинения лапши, используемой в ковре. Иногда бахрому делают из ниток разных цветов, что делает бахрому пестрой. Бахрома оплетена белой шерстяной нитью на 15 см вверху и 9 см внизу (в конце).
Общая площадь ковров «Касымушагы» составляет 228х155 см и более, размер промежутка около 200х121 см. Размеры бордюров 15-17 см по бокам, 17-18 см сверху и снизу.
Плотность петель (узлов): от 30х30 до 40х40 петель (узлов) на квадратный дециметр (от 90 000 до 160 000 петель (узлов) на квадратный метр). Длина ворса 7–10 мм, иногда до 12 мм.
Низкая плотность петель и высокий ворс ковров «Касымушагы» отличают их от других ковров карабахской школы ковроткачества мягкостью и легкостью. Он имеет эту особенность в пряностях ковров Ханлыг, Бахманлы, Гарагоюнлу и Талыш.
«Ковер Касымушагы» считается одним из лучших ковров карабахской школы ковроткачества.

## Современное состояние ковров
18 мая 1992 года территория всех сел, расположенных в административно-территориальной единице Лачинского района Азербайджанской Республики, перешли под контроль непризнанной Нагорно-Карабахской Республики. При этом ткачество (производство) «ковров Касымушагы» в этих районах было прекращено.
Население села Касымушагы было насильственно переселено во многие районы и села Азербайджанской Республики. В настоящее время некоторые семьи хранят «ковры Касымушагы», сотканные собственными деревенскими руками, в своих частных домах (частные коллекции).
Производство ковров «Касымушагы» продолжается во многих регионах Азербайджанской Республики, организовано в объединениях, организациях, а также в небольших мастерских.

## «Касымушагы» в филателии
В 2007 году в Праге состоялась выставка кавказских ковров. В выставке чешские представители ознакомились с некоторыми коврами карабахской школы азербайджанского ковра. Через некоторое время в Чешской Республике изготавливаются почтовые марки с изображением ковров. На этих марках были представлены фотографии «Карабахских ковров XIX века».
Одна из выпущенных в апреле 2010 года марок с изображением ковров XIX века, изображает и ворсовый шерстяной ковёр «Касымушагы» (228×155) из Лачина. Как и другие ковры Карабахской школы, этот ковёр отличается яркими цветами, в центре его изображён узор геометрической формы, края же — типичной формы с изображением цветов. При производстве таких ковров используется только шерстяная пряжа. Стоимость почтовой марки составляет 21 чешская крона. Четыре марки на каждой странице и каждая из марок напечатана в размере 40×50 мм.